# 1153

## Události
- 24. květen – Malcolm IV. se stává skotským králem
- 9. červenec – Anastasius IV. se stává papežem
- Kijomori Taira ovládl rod Taira
- založen portugalský cisterciácký klášter Alcobaça

## Narození
- Sibyla z Acerra, sicilská královna a regentka († 1205?)

## Úmrtí
- 8. července – Evžen III. papež (* ?)
- 23. května – David I., král skotský (* 1085)
- 20. srpna – Svatý Bernard z Clairvaux, středověký teolog a filosof (* 1090)
- ? – Gampopa, tibetský buddhistický světec (* 1079)

## Hlavy států
- České knížectví – Vladislav II.
- Svatá říše římská – Fridrich I. Barbarossa
- Papež – do 8. července Evžen III., od 9. července Anastasius IV.
- Anglické království – Štěpán III. z Blois
- Francouzské království – Ludvík VII.
- Polské knížectví – Boleslav IV. Kadeřavý
- Uherské království – Gejza II.
- Kastilské království – Alfonso VII. Císař
- Rakouské markrabství – Jindřich II. Jasomirgott
- Byzantská říše – Manuel I. Komnenos